# Willi Fischer
För andra betydelser, se Wilhelm Fischer.
Wilhelm (Willi) Fischer, född den 14 januari 1925 i Böhmiska Krumau / Český Krumlov, död den 1 januari 2019 i Vänersborg, var en tjeckisk-svensk keramiker.
Willi Fischer föddes och växte upp i Unesco världsarv-staden Krumau i den tyskspråkiga delen av Tjeckien som innan  andra världskriget kallades Sudetenland.  Hans far var den kände konstnären Wilhem Fischer (1894–1979), berömd för sina skildringar av Krumau och Böhmerwald. 
Han studerade skulptur vid konstakademien i München 1943. men tvingades avbryta studierna då han inkallades till militärtjänst och vid krigsslutet befann han sig som krigsfånge i ett engelskt läger i Rimini. Efter fångenskapen hamnade han i Linz, Österrike där han rekryterades av svenskar och erbjöds arbete på Rörstrands Porslinsfabrik i Lidköping dit han kom 1948. Han uppmärksammades av Rörstarnds konstnärliga ledare Gunnar Nylund och fick utföra hans modeller.  Under 60-talet blev han delägare i Ego stengods i Lidköping och senare bildade han eget företag under namnet Fischer Stengods. Efter Lidköping var han verksam i Uddevalla och sedan 1974 i Vänersborg där han drev sin keramikverkstad fram till 2005. Han har haft en stor produktion av keramiska konstverk för utsmyckning av byggnader och kyrkor, av företags- och kommungåvor, skulpturer för privata samlare och en mängd prydnadsartiklar som kunde säljas i sommarstugan i Fiskebäckskil till hugade turister och sommargäster. För Vänersborg utförde han 1987 väggdekoration Vänersborgsreliefen i glaserad stengods. 
Fischer hade många utställningar genom åren i Sverige, Norge, Tyskland och Österrike. Den sista utställningen "Flitiga, skitiga händer" var 2007 på Konstgillets galleri i Vänersborg. Han är begravd på Katrinedals kyrkogård i Värnersborg.